# Nova Santa Rita (Rio Grande do Sul)
Nova Santa Rita ist eine Stadt mit 28.670 (Schätzung 2018) Einwohnern im Bundesstaat Rio Grande do Sul im Süden Brasiliens. 

## Nova Santa Rita (Rio Grande do Sul)
Nova Santa Rita ist eine Gemeinde im Bundesstaat Rio Grande do Sul im Süden Brasiliens. Sie liegt in der Metropolregion Porto Alegre, etwa 30 Kilometer von der Hauptstadt des Bundesstaates entfernt. Die Stadt ist bekannt für ihre landwirtschaftliche Produktion, insbesondere den Anbau von Reis, Mais und Sojabohnen, sowie für ihren industriellen und logistischen Sektor.

### Geschichte
Die Ursprünge von Nova Santa Rita gehen auf das 19. Jahrhundert zurück, als europäische Einwanderer, vor allem Deutsche, Italiener und Portugiesen, sich in der Region niederließen. Zunächst war das Gebiet ein Teil der Gemeinde Canoas, wurde jedoch 1992 durch ein Referendum eigenständig.
Der Name der Stadt ist eine Hommage an die Schutzheilige Santa Rita de Cássia, die von der lokalen Bevölkerung verehrt wird.

### Geografie
Nova Santa Rita hat eine Fläche von etwa 217 Quadratkilometern und liegt auf einer durchschnittlichen Höhe von 6 Metern über dem Meeresspiegel. Die Stadt wird vom Fluss Rio dos Sinos durchflossen, der eine wichtige Rolle für die Bewässerung der landwirtschaftlichen Flächen spielt.
Das Klima ist subtropisch mit gut verteilten Niederschlägen über das Jahr. Die Sommer sind warm, während die Winter mild bis kühl sind.

### Wirtschaft
Die Wirtschaft von Nova Santa Rita basiert hauptsächlich auf der Landwirtschaft, insbesondere dem Anbau von Reis, der eine der Hauptkulturen der Region darstellt. Darüber hinaus ist die Viehzucht ein wichtiger Wirtschaftszweig.
In den letzten Jahrzehnten hat sich die Stadt auch als Standort für Industrie- und Logistikunternehmen etabliert, vor allem aufgrund ihrer strategischen Lage nahe der Bundesstraße BR-386, einer wichtigen Verkehrsader im Süden Brasiliens.

### Bevölkerung
Laut der Volkszählung von 2022 hat Nova Santa Rita etwa 30.000 Einwohner. Die Bevölkerung besteht aus einer vielfältigen Mischung von Nachfahren europäischer Einwanderer, Afrobrasilianern und indigenen Gruppen.

### Kultur und Tourismus
Die Stadt ist bekannt für ihre religiösen Feierlichkeiten, insbesondere das Fest zu Ehren von Santa Rita de Cássia, das jedes Jahr zahlreiche Pilger anzieht.
Zu den Sehenswürdigkeiten zählen:
- Die Kirche Santa Rita de Cássia, ein religiöses und architektonisches Wahrzeichen.
- Natürliche Landschaften wie der Parque Natural Municipal bieten Möglichkeiten für Freizeitaktivitäten und Ökotourismus.

### Infrastruktur
Nova Santa Rita verfügt über eine gute Anbindung an die Nachbarstädte durch ein Netzwerk von Straßen und die Nähe zum Aeroporto Internacional Salgado Filho in Porto Alegre. Bildung und Gesundheitsversorgung sind ebenfalls gut entwickelt, mit mehreren Schulen und Gesundheitseinrichtungen, die der Bevölkerung dienen.

### Verwaltung
Die Stadtverwaltung wird von einem Bürgermeister geleitet, der alle vier Jahre gewählt wird. Der Stadtrat setzt sich aus Vertretern verschiedener politischer Parteien zusammen, die die Interessen der Bevölkerung vertreten.